# Liste des conseillers départementaux de la Gironde
Pour un article plus général, voir Conseil départemental de la Gironde.
Les conseillers départementaux de Gironde sont les membres de l'assemblée délibérante du département français de Gironde. Ils succèdent en 2015 aux conseillers généraux.

## Réforme de 2013
À compter du scrutin de 2015, les « élections départementales » et les « conseils départementaux » remplacent les « élections cantonales » et les « conseils généraux », en vertu de la loi du 17 mai 2013. Le mode de scrutin est également modifié, passant à un renouvellement intégral des conseils au scrutin binominal majoritaire pour un mandat de 6 ans (au lieu d'un renouvellement par moitié au scrutin uninominal tous les 3 ans). Ainsi, le Conseil général de Gironde devient Conseil départemental, 66 conseillers départementaux sont élus dans 33 cantons.
| Le Nord-Médoc Le Sud-Médoc Andernos- · les-Bains Gujan- · Mestras La Teste- · de-Buch Les Landes des Graves Le Sud-Gironde Le Réolais et · les Bastides L'Entre- · Deux-Mers La Brède Pessac-1 Pessac-2 Mérignac-1 Mérignac-2 Saint-Médard- · en-Jalles Les Portes · du Médoc L'Estuaire Le Nord- · Gironde Le Nord- · Libournais Le Libournais- · Fronsadais Les Coteaux · de Dordogne Créon La · Presqu'île Lormont Cenon Talence Le · Bouscat Villenave- · d'Ornon 1er 2e 3e 4e 5e Bordeaux |

Carte des cantons de la Gironde

## Mandature 2015-2021

Couleur politique des conseillers départementaux de la Gironde.
Parti socialiste
Europe écologie les verts
Mouvement démocrate
Union des démocrates indépendants
Divers droite
Les Républicains
Debout la France
Front National

| Canton                  | Conseiller départemental | Parti | Parti | Qualité                                                                   |
| ----------------------- | ------------------------ | ----- | ----- | ------------------------------------------------------------------------- |
| Andernos-les-Bains      | Marie Larrue             |       | DVD   | Maire de Lanton                                                           |
| Andernos-les-Bains      | Jean-Guy Perrière        |       | LR    | Maire d'Arès                                                              |
| Bordeaux-1              | Clara Azevedo            |       | PS    | Spécialiste en communication d'entreprise                                 |
| Bordeaux-1              | Matthieu Rouveyre        |       | PS    | Consultant en communication numérique Conseiller municipal de Bordeaux    |
| Bordeaux-2              | Jean-Louis David         |       | LR    | Adjoint au maire de Bordeaux                                              |
| Bordeaux-2              | Laurence Dessertine      |       | MoDem | Adjoint au maire de Bordeaux                                              |
| Bordeaux-3              | Géraldine Amouroux       |       | LR    | Cadre (fonction publique territoriale)                                    |
| Bordeaux-3              | Pierre Lothaire          |       | LR    | Chef d'entreprise, adjoint au maire de Bordeaux                           |
| Bordeaux-4              | Philippe Dorthe          |       | PS    | Cadre honoraire de la SNCF Conseiller régional d'Aquitaine                |
| Bordeaux-4              | Corinne Guillemot        |       | PS    | Consultante en communication et chargée de cours                          |
| Bordeaux-5              | Emmanuelle Ajon          |       | PS    | Conseillère municipale de Bordeaux                                        |
| Bordeaux-5              | Jacques Respaud          |       | PS    | Enseignant Ancien vice-président du Conseil général                       |
| Bouscat                 | Fabienne Dumas           |       | DVD   | Conseillère municipale de Bruges                                          |
| Bouscat                 | Dominique Vincent        |       | LR    | Adjoint au maire du Bouscat                                               |
| Brède                   | Bernard Fath             |       | PS    | Maire de Léognan (1995-2016)                                              |
| Brède                   | Corinne Martinez         |       | PS    | Conseillère municipale de La Brède                                        |
| Cenon                   | Jean-Jacques Puyobrau    |       | PS    | Maire de Floirac                                                          |
| Cenon                   | Nathalie Lacuey          |       | PS    | Adjointe au maire de Floirac                                              |
| Coteaux de Dordogne     | Jacques Breillat         |       | LR    | Maire de Castillon-la-Bataille                                            |
| Coteaux de Dordogne     | Nathalie Lacuey          |       | DVD   | Maire de Saint-Pey-de-Castets                                             |
| Créon                   | Jean-Marie Darmian       |       | PS    | Maire de Créon (1995-2014)                                                |
| Créon                   | Anne-Laure Fabre-Nader   |       | EÉLV  | Conseillère municipale de Carignan-de-Bordeaux                            |
| Entre-Deux-Mers         | Marie-Claude Agullana    |       | PS    | Maire du Tourne                                                           |
| Entre-Deux-Mers         | Guy Moreno               |       | PS    | Maire de Lestiac-sur-Garonne                                              |
| Estuaire                | Valérie Ducout           |       | DVD   | Maire de Saint-Ciers-sur-Gironde                                          |
| Estuaire                | Xavier Loriaud           |       | MoDem | Adjoint au maire de Blaye                                                 |
| Gujan-Mestras           | Jacques Chauvet          |       | DVD   | Conseiller en gestion de patrimoine 1er adjoint au maire de Gujan-Mestras |
| Gujan-Mestras           | Carole Veillard          |       | DVD   | Professeur                                                                |
| Landes des Graves       | Hervé Gillé              |       | PS    |                                                                           |
| Landes des Graves       | Sophie Piquemal          |       | PS    | Entrepreneure de l'économie sociale et solidaire                          |
| Libournais-Fronsadais   | Jean Galand              |       | PS    | Maire de La Lande-de-Fronsac                                              |
| Libournais-Fronsadais   | Isabelle Hardy           |       | PS    | Adjoint au maire de Libourne                                              |
| Lormont                 | Marie Jeanne Farcy       |       | PS    | Adjointe au maire de Bassens                                              |
| Lormont                 | Jean Touzeau             |       | PS    | Maire de Lormont                                                          |
| Mérignac-1              | Alain Charrier           |       | PS    | Conseiller municipal de Mérignac                                          |
| Mérignac-1              | Carole Guère             |       | PS    | Adjointe au maire du Haillan                                              |
| Mérignac-2              | Arnaud Arfeuille         |       | PS    |                                                                           |
| Mérignac-2              | Cécile Saint Marc        |       | PS    | Adjointe au maire de Mérignac                                             |
| Nord-Gironde            | Célia Monseigne          |       | PS    | Maire de Saint-André-de-Cubzac                                            |
| Nord-Gironde            | Alain Renard             |       | PS    | Maire de Saint-Savin                                                      |
| Nord-Libournais         | Michelle Lacoste         |       | PS    | Conseillère municipale de Coutras                                         |
| Nord-Libournais         | Alain Marois             |       | PS    | Conseiller municipal de Saint-Denis-de-Pile                               |
| Nord-Médoc              | Sonia Colemyn            |       | DLF   | Chef d'entreprise                                                         |
| Nord-Médoc              | Grégoire de Fournas      |       | FN    | Viticulteur                                                               |
| Pessac-1                | Pierre Ducout            |       | PS    | Maire de Cestas                                                           |
| Pessac-1                | Édith Moncoucut          |       | PS    |                                                                           |
| Pessac-2                | Laure Curvale            |       | EELV  | Conseillère municipale de Pessac                                          |
| Pessac-2                | Sébastien Saint-Pasteur  |       | PS    |                                                                           |
| Portes du Médoc         | Christine Bost           |       | PS    | Maire d'Eysines                                                           |
| Portes du Médoc         | Stéphane Saubusse        |       | G.s   | Principal-adjoint de collège                                              |
| Presqu'île              | Valérie Drouhaut         |       | DVD   |                                                                           |
| Presqu'île              | Hubert Laporte           |       | UDI   | Maire de Sainte-Eulalie                                                   |
| Réolais et des Bastides | Bernard Castagnet        |       | PS    |                                                                           |
| Réolais et des Bastides | Christelle Guionie       |       | PS    | Conseillère municipale de Saint-Quentin-de-Caplong                        |
| Saint-Médard-en-Jalles  | Jacques Mangon           |       | MoDem | Maire de Saint-Médard-en-Jalles                                           |
| Saint-Médard-en-Jalles  | Agnès Versepuy           |       | UDI   | Maire du Taillan-Médoc                                                    |
| Sud-Gironde             | Isabelle Dexpert         |       | PS    | Maire de Pompéjac                                                         |
| Sud-Gironde             | Jean-Luc Gleyze          |       | PS    | Président du conseil départemental Conseiller municipal de Captieux       |
| Sud-Médoc               | Dominique Fedieu         |       | PS    | Maire de Cussac-Fort-Médoc                                                |
| Sud-Médoc               | Pascale Got              |       | PS    | Députée de la 5e circonscription                                          |
| Talence                 | Arnaud Dellu             |       | PS    | Conseiller municipal de Talence                                           |
| Talence                 | Denise Greslard Nédélec  |       | PS    | Conseillère municipale de Talence                                         |
| Teste-de-Buch           | Jean-Jacques Eroles      |       | LR    | Maire de La Teste-de-Buch                                                 |
| Teste-de-Buch           | Yvette Maupilé           |       | LR    |                                                                           |
| Villenave-d'Ornon       | Martine Jardiné          |       | PS    | conseillère municipale de Villenave-d'Ornon                               |
| Villenave-d'Ornon       | Jacques Raynaud          |       | PS    |                                                                           |

## Mandature 2021-2027
| Canton                     | Conseiller Sortant      | Parti | Parti | Conseiller élu          | Parti | Parti |
| -------------------------- | ----------------------- | ----- | ----- | ----------------------- | ----- | ----- |
| Andernos-les-Bains         | Marie Larrue            |       | DVD   | Marie Larrue            |       | DVD   |
| Andernos-les-Bains         | Jean-Guy Perrière       |       | DVD   | Philippe de Gonneville  |       | DVD   |
| Bordeaux-1                 | Clara Azevedo           |       | PS    | Wiame Benyachou         |       | DVG   |
| Bordeaux-1                 | Matthieu Rouveyre       |       | PS    | Romain Dostes           |       | EÉLV  |
| Bordeaux-2                 | Gérald Carmona          |       | LR    | Michel Dufranc          |       | Agir  |
| Bordeaux-2                 | Laurence Dessertine     |       | Agir  | Laurence Dessertine     |       | Agir  |
| Bordeaux-3                 | Géraldine Amouroux      |       | LR    | Géraldine Amouroux      |       | LR    |
| Bordeaux-3                 | Pierre Lothaire         |       | LR    | Gérald Carmona          |       | LR    |
| Bordeaux-4                 | Philippe Dorthe         |       | PS    | Vincent Maurin          |       | PCF   |
| Bordeaux-4                 | Corinne Guillemot       |       | PS    | Véronique Seyral        |       | PS    |
| Bordeaux-5                 | Anne Groussin           |       | PS    | Ève Demange             |       | EÉLV  |
| Bordeaux-5                 | Jacques Respaud         |       | PS    | Mathieu Mangin          |       | PS    |
| Le Bouscat                 | Fabienne Dumas          |       | DVD   | Fabienne Dumas          |       | DVD   |
| Le Bouscat                 | Dominique Vincent       |       | LR    | Dominique Vincent       |       | LR    |
| La Brède                   | Bernard Fath            |       | PS    | Bernard Fath            |       | PS    |
| La Brède                   | Corinne Martinez        |       | PS    | Corinne Martinez        |       | PS    |
| Cenon                      | Nathalie Lacuey         |       | PS    | Nathalie Lacuey         |       | PS    |
| Cenon                      | Jean-Jacques Puyobrau   |       | PS    | Jean-François Egron     |       | PS    |
| Les Coteaux de Dordogne    | Jacques Breillat        |       | LR    | Jacques Breillat        |       | LR    |
| Les Coteaux de Dordogne    | Liliane Poivert         |       | LR    | Liliane Poivert         |       | LR    |
| Créon                      | Jean-Marie Darmian      |       | PS    | Céline Goeury           |       | DVG   |
| Créon                      | Anne-Laure Fabre-Nader  |       | EÉLV  | Christophe Viandon      |       | DVG   |
| L'Entre-Deux-Mers          | Marie-Claude Agullana   |       | PS    | Marie-Claude Agullana   |       | PS    |
| L'Entre-Deux-Mers          | Guy Moreno              |       | PS    | Nicolas Tarbes          |       | DVG   |
| L'Estuaire                 | Valérie Ducout          |       | DVD   | Louis Cavaleiro         |       | PP    |
| L'Estuaire                 | Xavier Loriaud          |       | MoDem | Valérie Guinaudie       |       | PS    |
| Gujan-Mestras              | Jacques Chauvet         |       | DVD   | Karine Desmoulin        |       | PS    |
| Gujan-Mestras              | Carole Veillard         |       | DVD   | Cédric Pain             |       | PS    |
| Les Landes des Graves      | Hervé Gillé             |       | PS    | Hervé Gillé             |       | PS    |
| Les Landes des Graves      | Sophie Piquemal         |       | PS    | Sophie Piquemal         |       | PS    |
| Le Libournais-Fronsadais   | Jean-Henri Galand       |       | PS    | Jean-Henri Galand       |       | PS    |
| Le Libournais-Fronsadais   | Isabelle Hardy          |       | PS    | Agnès Séjournet         |       | EÉLV  |
| Lormont                    | Marie Jeanne Farcy      |       | PS    | Martine Couturier       |       | EÉLV  |
| Lormont                    | Jean Touzeau            |       | PS    | Philippe Quertinmont    |       | PS    |
| Mérignac-1                 | Alain Charrier          |       | PS    | Alain Charrier          |       | PS    |
| Mérignac-1                 | Carole Guère            |       | PS    | Carole Guère            |       | PS    |
| Mérignac-2                 | Arnaud Arfeuille        |       | PS    | Arnaud Arfeuille        |       | PS    |
| Mérignac-2                 | Cécile Saint Marc       |       | PS    | Marie Récalde           |       | PS    |
| Le Nord-Gironde            | Célia Monseigne         |       | PS    | Célia Monseigne         |       | PS    |
| Le Nord-Gironde            | Alain Renard            |       | PS    | Florian Dumas           |       | PS    |
| Le Nord-Libournais         | Michelle Lacoste        |       | PS    | Michelle Lacoste        |       | PS    |
| Le Nord-Libournais         | Alain Marois            |       | PS    | Sébastien Laborde       |       | PCF   |
| Le Nord-Médoc              | Sonia Colemyn           |       | LMR   | Stéphane Le Bot         |       | PCF   |
| Le Nord-Médoc              | Grégoire de Fournas     |       | RN    | Michelle Saintout       |       | PS    |
| Pessac-1                   | Pierre Ducout           |       | PS    | Laure Curvale           |       | EÉLV  |
| Pessac-1                   | Édith Moncoucut         |       | PS    | Bernard Garrigou        |       | PS    |
| Pessac-2                   | Laure Curvale           |       | EÉLV  | Agnès Destriau          |       | EÉLV  |
| Pessac-2                   | Sébastien Saint-Pasteur |       | PS    | Sébastien Saint-Pasteur |       | PS    |
| Les Portes du Médoc        | Christine Bost          |       | PS    | Christine Bost          |       | PS    |
| Les Portes du Médoc        | Stéphane Saubusse       |       | G.s   | Philippe Ducamp         |       | DVG   |
| La Presqu'île              | Valérie Drouhaut        |       | DVD   | Valérie Drouhaut        |       | DVD   |
| La Presqu'île              | Hubert Laporte          |       | UDI   | Hubert Laporte          |       | UDI   |
| Le Réolais et des Bastides | Bernard Castagnet       |       | PS    | Daniel Barbe            |       | PS    |
| Le Réolais et des Bastides | Christelle Guionie      |       | PS    | Christelle Guionie      |       | PS    |
| Saint-Médard-en-Jalles     | Jacques Mangon          |       | MoDem | Jacques Mangon          |       | MoDem |
| Saint-Médard-en-Jalles     | Agnès Versepuy          |       | UDI   | Agnès Versepuy          |       | UDI   |
| Le Sud-Gironde             | Isabelle Dexpert        |       | PS    | Isabelle Dexpert        |       | PS    |
| Le Sud-Gironde             | Jean-Luc Gleyze         |       | PS    | Jean-Luc Gleyze         |       | PS    |
| Le Sud-Médoc               | Dominique Fedieu        |       | PS    | Dominique Fedieu        |       | PS    |
| Le Sud-Médoc               | Pascale Got             |       | PS    | Pascale Got             |       | PS    |
| Talence                    | Arnaud Dellu            |       | PS    | Bruno Beziade           |       | EÉLV  |
| Talence                    | Denise Greslard-Nédélec |       | PS    | Maud Dumont             |       | EÉLV  |
| La Teste-de-Buch           | Jean-Jacques Éroles     |       | LR    | May Antoun              |       | DVD   |
| La Teste-de-Buch           | Yvette Maupilé          |       | LR    | Patrick Davet           |       | LR    |
| Villenave-d'Ornon          | Martine Jardiné         |       | PS    | Martine Jardiné         |       | PS    |
| Villenave-d'Ornon          | Jacques Raynaud         |       | PS    | Jacques Raynaud         |       | PS    |